# Carex edwardsiana
Carex edwardsiana är en halvgräsart som beskrevs av E.L.Bridges och Orzell. Carex edwardsiana ingår i släktet starrar, och familjen halvgräs. Inga underarter finns listade i Catalogue of Life.